# 榴弹发射器

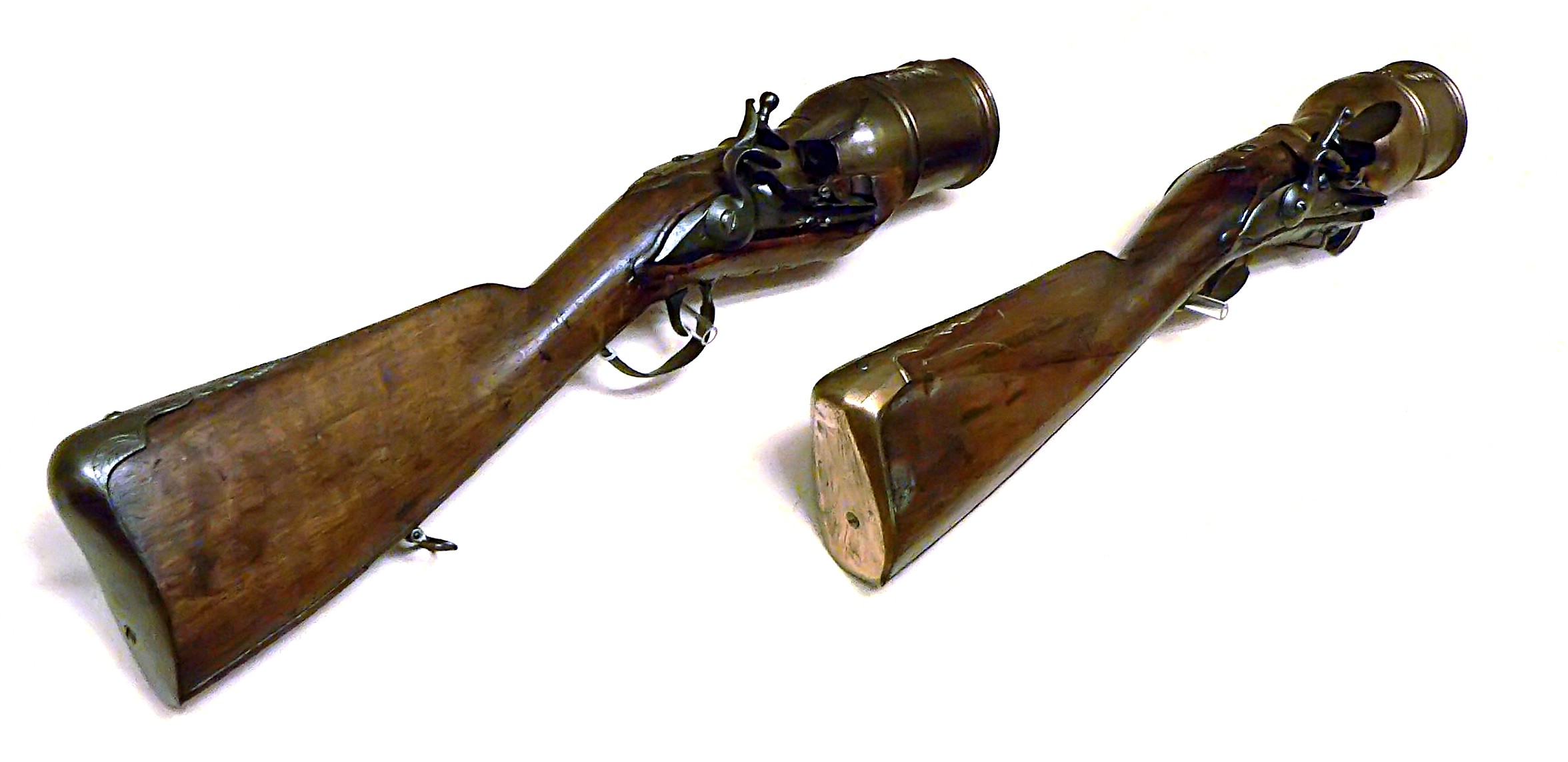
19世紀時製造的榴彈發射器

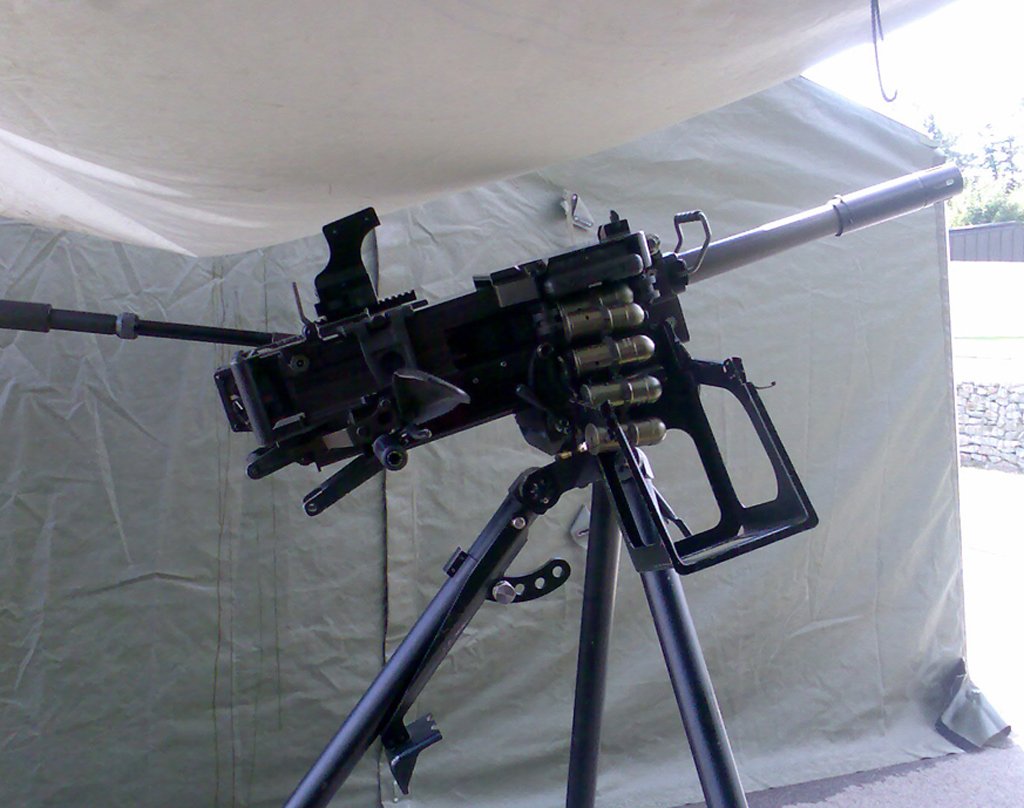
HK GMG，德國聯邦國防軍的40 mm全自動榴彈發射器

榴彈發射器是一種可以把特制榴彈或手榴彈發射得比用手拋擲更遠、更精確、更快速發射的槍械。榴彈發射器可以是一件單獨成型的武器，亦可以是一款附加在步槍上的武器。
榴彈發射器可以是一件獨立的武器（可以是一次射擊或可再裝填）或步槍槍管底下的附件。二者中選擇一種，許多步槍於設計時已規劃可在槍口發射槍榴彈。大型榴彈發射器可以架設在運載工具或三腳架上。
榴彈發射器最初出現在十六世紀，但當時屬於放大的火繩槍的設計和使用火線的引信，難以控制射程和爆炸時間，對射手危險極大，故極少被採用，直到二戰才被舊納粹德國和大日本帝國軍隊重新注意和發展。

## 種類

### 單發式
采用单發式设计的榴弹发射器，须预先装填和手动退壳、无供弹具，因结构简单、本体轻便而成为主流的榴弹发射器。

#### 獨立型
单独作为一件武器的形式存在，类似于信號槍或短霰彈槍——原型首見於二戰時德國可以發射榴彈的信號槍。可以为前装或者后装。通常由单兵携带和使用，可以如步枪一样抵肩射击，或挟于腰间射击，亦可置于地面如迫击炮般射击。典型的肩射榴弹发射器有美國于越战期间广泛使用的M79（40mm，后装）、德国HK 69（40mm，后装）、瑞士GL-06（40mm，后装）以及俄罗斯RGM-40（40mm，前装）和RGS-50（50mm，后装）。

#### 下掛型

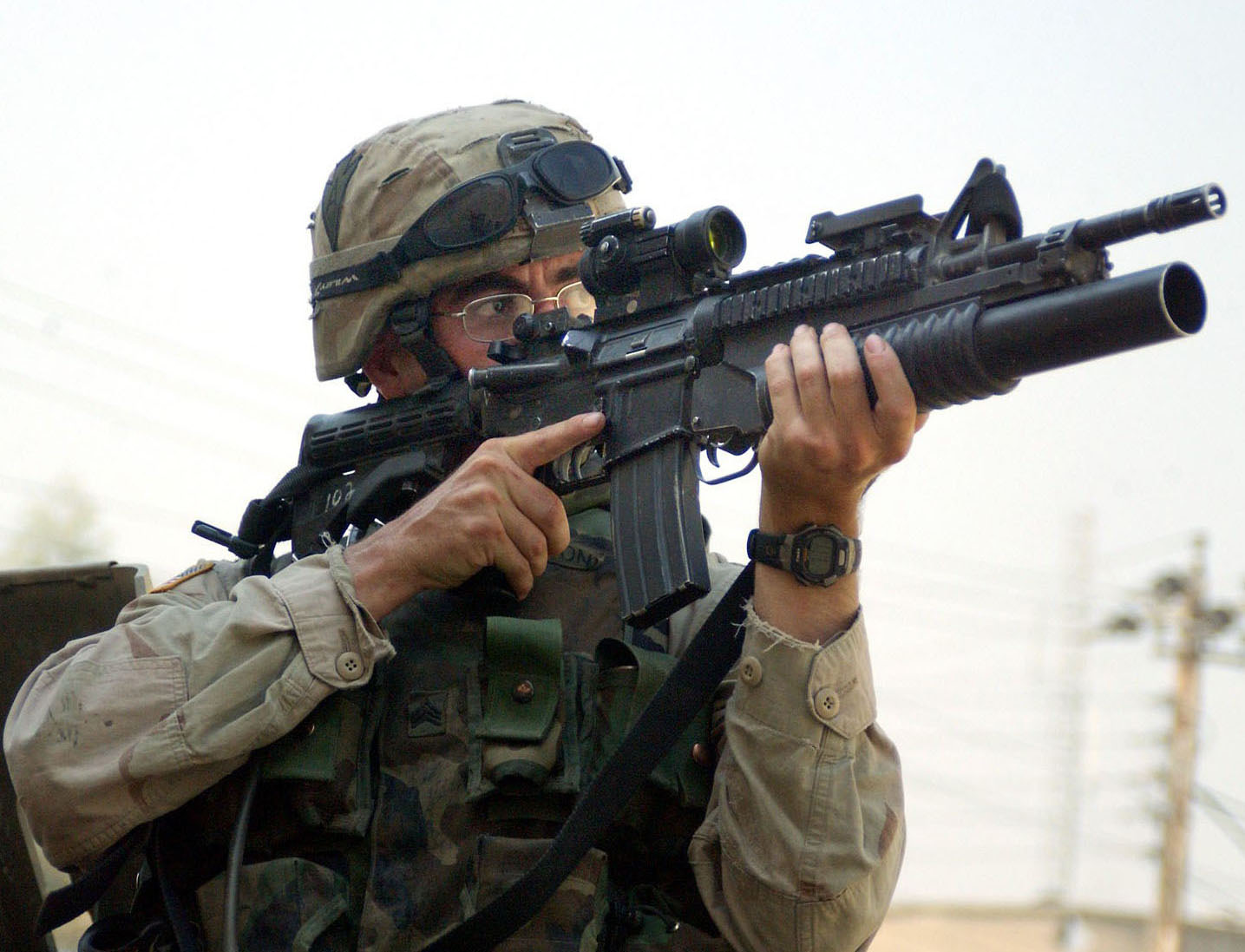
裝上M203 40mm榴弹发射器的M4A1卡賓槍。（同時亦裝有Aimpoint Comp M2紅點鏡）

另稱「槍掛型」，将发射筒以某种方式平行固定于步枪或其它步兵武器的身管旁，利用步枪本身或特别附加的瞄准具进行瞄准。这种方式将榴弹发射器和步枪结合为一体从而更加紧凑，由单兵使用和携带，通常不占用编制。可以为前装或者后装。射击方式通常和用步枪相似的抵肩射击方法，必要时也可采用迫击炮式发射方法。典型的下掛型榴弹发射器有美國M203、M320、德国HK79、HK AG36、比利时FN EGLM、意大利GLX-160、中華民國T85榴彈發射器、新加坡STK 40 GL（前述例子均為40毫米后装）、俄罗斯GP-25系列（40毫米無殼榴弹，前裝）以及中華人民共和國QLL-91（35毫米后装，僅限防暴彈）和QLG-10（35毫米無殼榴彈，前装）等。附加型榴弹发射器一般也可通过增加肩托、握把等组件改装成肩射型榴弹发射器。亦有一些如HK AG36、M320等是無需增加握把等组件就可作為肩射型榴弹发射器。

### 手动式
采用手动枪机设计的榴弹发射器。需要手动上膛，通常装有管状弹仓或弹匣，容弹量在4发左右。作为一种比单发同类武器具备更强火力持续性的轻型榴弹发射器，而作战理念意在提供比其更密集、更猛烈的榴弹轰炸支援。目前有泵动式、直拉式、旋转后拉式三种设计。
典型的手动榴弹发射器有美国中國湖（40mm）、俄罗斯GM-94（43mm）、韩国K11多用途步枪（榴弹发射器部份，20mm）以及中华人民共和国QTS11式單兵戰鬥系統（榴弹发射器部份，20mm）。
由于80年代后自动化更高、容弹量更大的转轮式榴弹发射器的兴起，手动式榴弹发射器几乎没有发展机会。直到近年来倍受大国重视而研发的未来单兵武器系统中，手动式榴弹发射器作为其中子系统——空爆榴弹发射器的可用之材而提上了日程。

### 转轮式
转轮榴弹发射器使用和转轮手枪类似的转轮原理，但弹巢由发条装置（不由扳机）带动旋转而（榴弹）逐个击发，通常弹巢弹容量为6发。这便是一种比单发同类武器具备更强火力持续性的轻型榴弹发射器，转轮榴弹发射器的出现取代了不受重视的手动榴弹发射器，而成为此类武器的不二选择。 
典型的手动榴弹发射器有南非米爾科姆（40mm）、美国MM-1（40mm）、俄罗斯RG-6（40mm）、波兰RGP-40（40mm）以及中华人民共和国LG4（40mm）。

### 半自动式
半自动榴弹发射器为自动装填及退壳、单发射击的榴弹发射器，通常以弹匣为供弹具。在转轮同类武器之后，美国发起的未来单兵武器系统中作为空爆榴弹发射器子系统和其衍生的新型支援武器中崭露头角。后来受其影响还出现了其他国家的半自动空爆榴弹发射器，乃至发射常规榴弹作中远程精确射击和远程狙击的半自动榴弹发射器。遠程反器材用途的榴彈發射器被稱為"狙擊榴彈發射器"，結構類似反器材步槍，口徑卻在20毫米以上。
典型的半自动榴弹发射器有美国XM29 OICW（榴弹发射器部份，20mm）、XM25（25mm）和XM109狙擊榴弹发射器（25mm）、瑞典SSW（榴弹发射器部份，40mm）、南非丹尼爾PAW-20（20mm）以及中华人民共和国QLB-06（35mm）和LG5狙击榴弹发射器（40mm）。

### 全自動式

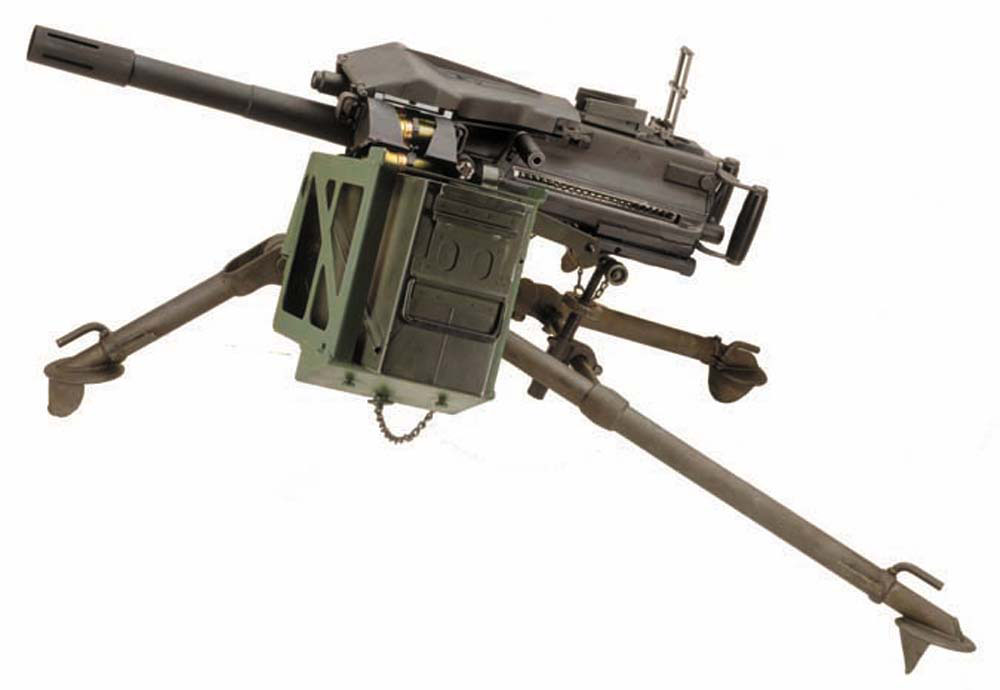
Mk 19自動榴彈發射器（40mm）

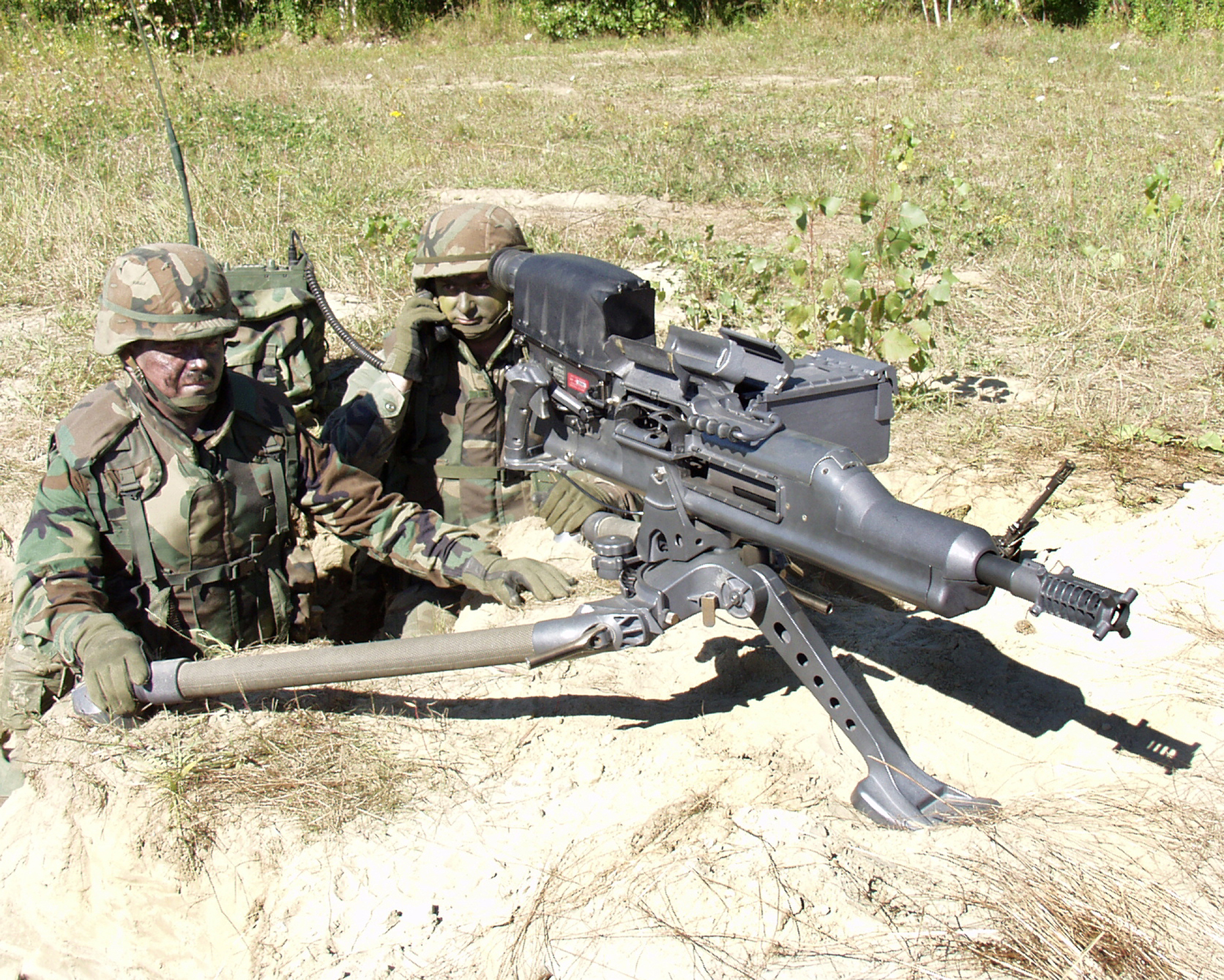
XM307自動榴彈發射器（25mm）

也称榴弹机枪，和机枪、自动步枪等武器类似，利用火药燃气做功实现自动连续发射，形成较高的火力密度从而形成强烈的压制和杀伤效果。通常采用弹鼓或彈链供弹，配属步兵时一般使用三脚架，也常见架设于各种战斗车辆（吉普车、步兵战车等）和直升机以及内河巡逻艇上作为支援火力。
典型的自动榴弹发射器有美國Mk-19（40mm）、德国HK GMG（40mm）、俄罗斯AGS-17（30mm）、新加坡CIS 40 AGL（40mm）以及中华人民共和国87式（35mm）和04式自动榴弹发射器（35mm）。
目前新开发的自动榴弹发射器正在向进一步降低重量和采用智能化弹药的方向发展，如Mk 47（40mm）、XM307（25mm）。

### 特殊类型

#### 擲彈筒
像迫擊炮放在地上發射，如八九式擲彈筒，也是第一種現代標準的榴彈發射器，但因為其使用不便而漸受到淘汰。

#### 槍榴弹发射件
从一战开始，一些主要国家的步枪都可以发射榴弹，当时的方法是在步枪枪口安装一个筒形、杆形或其他结构的发射装置，填入专用的枪榴弹或者做一定改装（如增加尾管等）的手榴弹，并在步枪枪膛装填空包彈，用步枪上附加的瞄准具瞄准后击发，以空包弹产生的火药气体推动榴弹飞行。这种发射方式的发射装置就是榴弹枪口发射件，通常是以步枪附件的形式配发。二战后，也有部分步枪在设计时就将榴弹枪口发射件作为膛口装置固定设计下来（如中华人民共和国的81式自动步枪和南斯拉夫仿SKS半自動步槍制造的M59/66步枪）。后来，新型枪榴弹的设计在榴弹尾管中增加了捕捉器，可以直接用普通弹击发，弹头被榴弹尾管的捕捉器捕获。榴弹枪口发射件通常可以使用肩射或迫击炮式射击方法。
槍榴弹由于发射准备繁琐、反应速度慢及瞄准困难，現已很少使用。